# Irene Siricena
Irene Siricena (em grego: Εἰρήνη Συρίκαινα) foi uma imperatriz-consorte de Trebizonda, terceira esposa de Manuel I de Trebizonda. É possível que ela seja a mesma Irene Siricena que Miguel Panareto menciona ter sido apedrejada até a morte em setembro de 1332 nos expurgos que se seguiram a ascensão de Basílio de Trebizonda ao trono.

## Nome
Já se sugeriu que a forma masculina do nome de sua família teria sido "Siriceno" (Syrikainos) ou "Sirico" (Syrikos). O nome pode ter alguma relação com a ilha de Siro ou com os termos gregos "syrios", "syrikos" e "syriakos", que significam "sírio(s)". O termo geográfico "Síria" também tem sido aplicado para Cele-Síria e a Transjordânia.

## Imperatriz
Irene é brevemente mencionada na crônica de Miguel Panareto: "E o filho do senhor Manuel com a senhora Irene Siricena, o senhor Jorge Comneno, sucedeu ao trono e reinou por quatorze anos". O trecho indica que ela era a mãe de Jorge de Trebizonda e João II de Trebizonda, ambos presumidos filhos mais jovens de Manuel. O casamento de Irene e Manuel provavelmente ocorreu na década de 1250 ou no início de 1260.
Manuel teve pelo menos duas filhas cuja mãe não foi mencionado. É possível que elas sejam de Irene ou das outras duas esposas. Uma delas se casou com Demétrio II da Geórgia e a outra, com um de seus "didebuls". Embora mencionado em genealogias modernas como um nome, "didebul" é na verdade um título. De acordo com Christopher Buyers, os "didebuls" eram "nobres não-hereditários de alta patente, mais alta que o aznaur, geralmente detido pelos que estavam à serviço do estado".
Panareto relata que Manuel morreu em março de 1263. Ele foi sucedido por Andrônico II de Trebizonda, o filho único de Ana Xylaloe, sua primeira esposa.